# Sinagoga corale di Vilnius
La sinagoga corale di Vilnius, costruita nel 1903 in stile art nouveau, è l'unica sinagoga di Vilnius, in Lituania, a essere sopravvissuta alle distruzioni dell'Olocausto e l'unica oggi operante nella capitale lituana.

## La costruzione della sinagoga

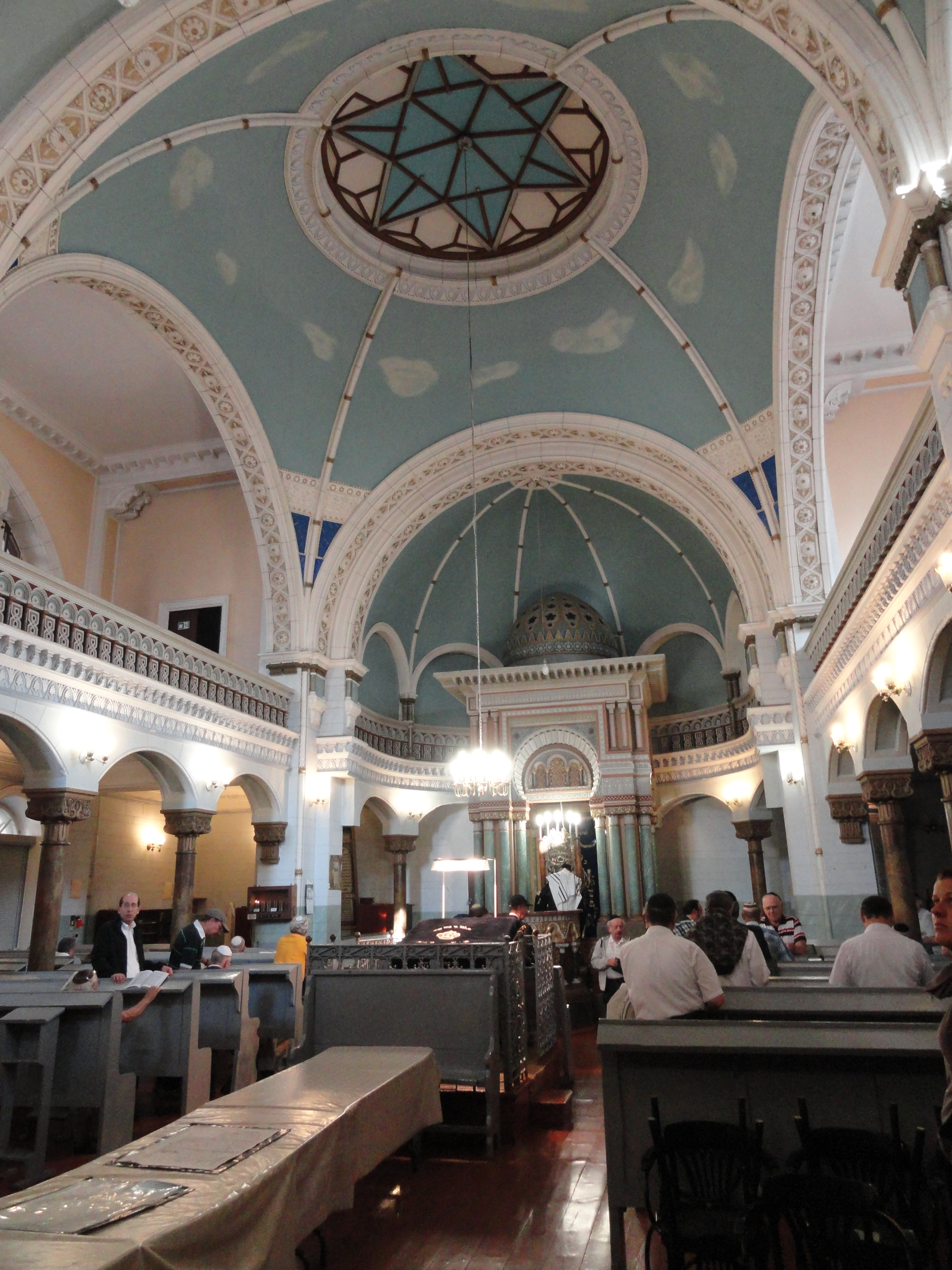
L'interno

Fino alla seconda guerra mondiale Vilnius in Lituania è stato uno dei luoghi principi della presenza ebraica in Europa, sede di oltre 100 sinagoghe, a cominciare dalla sinagoga grande di Vilnius, inaugurata nel 1633.
La sinagoga corale fu costruita nel 1902-1903 su progetto dell'architetto Dovydas Rosenhauzas. La cerimonia di inaugurazione si svolse nel settembre del 1903.

## L'architettura
La sinagoga corale è uno dei più importanti edifici Art Nouveau di Vilnius.
Gli elementi moreschi e neo-bizantini sono riletti in chiave decorativa in una facciata dominata dal grande arcone centrale nel quale si aprono i portali sormontati da una grande finestra semicircolare. L'interno caratterizzato dalla scenografica cupola blu dalla quale scendono i quattro pilastri che delimitano la sala centrale e sorreggono le gallerie del matroneo.

## L'Olocausto e la rinascita nel dopoguerra
La sinagoga corale fu l'unica ad essere risparmiata dalle distruzioni dell'Olocausto perché usata dalle truppe tedesche come deposito di medicinali.
Nel dopoguerra le politiche antireligiose delle autorità sovietiche non favorirono la ripresa della vita ebraica a Vilnius. La sinagoga fu requisita e trasformata in fabbrica come impianto di lavorazione del metallo. Nel corso del tempo, l'edificio subirà danni strutturali; a causa di infiltrazioni d'acqua, i mobili e alcune delle decorazioni pittoriche furono danneggiate.
La rinascita della sinagoga coincide con l'era della perestrojka, e quindi in maniera più marcata con la fine del potere sovietico e l'indipendenza della Lituania. La sinagoga fu restituita alla proprietà della comunità ebraica e riaperta al culto.
Dal 2008 importanti interventi di restauro sono stati compiuti con il contributo del World Monuments Fund.